# دورية الفجر (فلم 1938)
دورية الفجر (بالإنجليزية: The Dawn Patrol) هو فيلم حرب أمريكي تم إنتاجه في الولايات المتحدة وصدر في سنة 1938. من تمثيل إيرول فلين ، ديفيد نيفن وبازل راثبون . تدور قصة الفيلم عن الحرب العالمية الأولى.

## روابط خارجية
- مقالات تستعمل روابط فنية بلا صلة مع ويكي بيانات